# Repînne, Boureni
Repînne (în ucraineană Репинне) este localitatea de reședință a comunei Repînne din raionul Boureni, regiunea Transcarpatia, Ucraina.

## Demografie
Componența lingvistică a localității Repînne
     Ucraineană (99,04%)
     Alte limbi (0,96%)
Conform recensământului din 2001, majoritatea populației localității Repînne era vorbitoare de ucraineană (99,04%), existând în minoritate și vorbitori de alte limbi.